# Include guard
Nei linguaggi C e C++, le #include guard sono delle particolari direttive (o macro) che vengono usate nei file header per evitare problemi di doppia definizione in fase di linking.

## Esempio
Supponiamo di avere 3 file sorgenti senza #include guard:

### persona.h
```
class
 
persona

{

    
// dichiarazione

};

```

### impiegato.h
```
#include
 
"persona.h"

class
 
impiegato
 
:
 
public
 
persona

{

    
// dichiarazione

};

```

### main.cpp
```
#include
 
"persona.h"

#include
 
"impiegato.h"

int
 
main
()

{

    
persona
 
p
;

    
impiegato
 
i
;

}

```

## Compilazione
In fase di compilazione, verrà creato un file oggetto: main.o Gli header files vengono inclusi nel file sorgente main.cpp ovvero il loro contenuto viene copiato dal preprocessore all'inizio del file main.cpp prima della compilazione.
Senza interessarci delle implementazioni di persona e impiegato, il nostro obiettivo sarà quello di usare indistintamente una persona o un impiegato (ed i relativi metodi). Quando il linker andrà a creare l'eseguibile definitivo, avrà una doppia dichiarazione di persona e rilascerà un errore di linkaggio. Infatti la classe persona sarà definita sia nel file persona.o che nel file impiegato.o. In quest'ultimo caso, quello del file impiegato.o, è necessario inserire la dichiarazione di persona per via della direttiva #include specificata.
Per non avere questo tipo di problema basta utilizzare le #include guard in questa maniera:

### persona.h
```
#ifndef PERSONA_H

#define PERSONA_H

// tutto il resto

#endif 
// PERSONA_H

```

Con questo accorgimento, la prima volta che viene incluso persona.h, il simbolo PERSONA_H non è ancora stato definito, e di conseguenza viene creato. Le successive volte che viene incluso persona.h, il simbolo PERSONA_H è definito, perciò la parte relativa alla definizione della classe persona non viene tenuta in considerazione.
Di buona norma le #include guard devono essere inserite in tutti i file .h in modo da assicurare una maggiore trasparenza al programmatore evitando di incorrere in questo tipo di errore.

## #pragma once
La seguente è un'alternativa equivalente agli include guard ma più breve e più semplice e a volte incrementa la velocità di compilazione.

### persona.h
```
#pragma once

//tutto il resto

```

Indica che il file deve essere incluso una sola volta nella compilazione.

### Portabilità
Nonostante questa direttiva non sia definita negli standard del C/C++, è definita in quasi tutti i compilatori.
| Compiler             | #pragma once   |
| -------------------- | -------------- |
| Clang                | Supportato     |
| Comeau C/C++         | Supportato     |
| C++Builder XE3       | Supportato     |
| Digital Mars C++     | Supportato     |
| GCC                  | Supportato     |
| HP C/aC++            | Supportato     |
| IBM XL C/C++         | Supportato     |
| Intel C++ Compiler   | Supportato     |
| Microsoft Visual C++ | Supportato     |
| Pelles C             | Supportato     |
| ARM DS-5             | Supportato     |
| IAR C/C++            | Supportato     |
| Solaris Studio C/C++ | Non supportato |